# Rzepedka (potok)
Rzepedka – potok, lewobrzeżny dopływ Osławy o długości 6,31 km.
Potok płynie we wschodniej części Beskidu Niskiego. Jego źródła znajdują się na wysokości ok. 640 m n.p.m. w pasemku Połońskiego Wierchu (zwanego też Szerokim Łanem) i Rzepedki (stanowiącym geometryczne przedłużenie właściwego Pasma Bukowicy w kierunku południowo-wschodnim), na południowych stokach siodła rozdzielającego te dwa wzniesienia. Spływa generalnie w kierunku południowo-wschodnim doliną, ograniczoną po lewej (orograficznie) stronie pasemkiem Rzepedki, po prawej zaś pasemkiem Kamienia i Długiego Łazu. Na wysokości ok. 410 m n.p.m., między Rzepedzią a Szczawnem uchodzi do Osławy.
Tok potoku jest kręty, koryto nieuregulowane. Z obu brzegów przybiera liczne, drobne dopływy. W dolnej części doliny znajdują się pozostałości zabudowy Starej Rzepedzi: drewniana cerkiew p. w. św. Mikołaja, stary cmentarz, kilka kamiennych krzyży przydrożnych (powyżej cerkwi) i kilka ostatnich chałup łemkowskich. Nazwa potoku pochodzi stąd, iż jego dolinka była terenem osadniczym Rzepedzi (dziś Starej Rzepedzi).